# Räddningsstation Dalarö
Räddningsstation Dalarö är en av Sjöräddningssällskapets räddningsstationer. 
Räddningsstation Dalarö ligger i Vadviken i Dalarö. Den inrättades 2003 och har omkring 40 frivilliga. 
Sjöräddningssällskapet, som har huvudkontor i Göteborg, har också ett kontor i stationshuset.

## Räddningsfarkoster
- 15-08 Rescue Björnö en 15 meter lång täck räddningsbåt byggd 2024 namngavs 2025-05
- 8-56 Rescue Olle Rosell, en 8,4 meter lång, öppen räddningsbåt, byggd 2019. Namngavs 2019-07-19
- 8-19 Rescue Paul Lederhausen, en 8,4 meter lång, öppen räddningsbåt, byggd 2007.
- S-25 Rescue Gunnar Ebers, en 4,34 meter lång, öppen svävare, byggd 2020
- S-28 Rescue Kalle Pettersson, en 5,55 meter lång, täckt svävare, byggd 2020
- 3- Rescuerunner Måsen Placerad ombord på 15-08 eller vid stationen och opererar självständigt eller tillsammans med 15-08.